# 小笠原方言
小笠原方言（おがさわらほうげん）もしくは小笠原語（おがさわらご）は、小笠原群島で話されている方言もしくは言語。日本語と英語のクレオール言語とされている。

## 起源と歴史

図1.小笠原群島と周辺の島々

小笠原諸島へは、本土系移民に先立って、欧米人や太平洋諸島先住民族（ポリネシア人・ミクロネシア人）から構成される欧米系島民が移民していた。欧米系島民たちは英語とポリネシア諸語（主にハワイ語）、またそれらが混合したピジン言語をコミュニケーションに使っていた。1840年（天保11年）に父島へ漂着した「中吉丸」漂流民の記録である『小友船漂着記』には、56の単語が記されており、そのうち英語由来の単語が17語、ハワイ語由来の単語が39語であった。なお、ミクロネシア諸語の影響は現在の小笠原方言には単語レベルでしか残っていないが、南洋踊りで歌われる曲の中にはミクロネシア諸語が使われている曲もある。
その後、小笠原諸島へは本土出身者も移民してきたが、八丈島出身者が多かったため、小笠原方言の成立には八丈語が強く影響を与えた。また八丈語以外にも語彙の一部には遠州弁、東北方言、関東方言、紀州弁、四国方言、九州方言の影響が見られた。
欧米系島民は、小笠原諸島が日本領となってからは、日本に帰化し日本語を学習したが、太平洋戦争後の米軍占領下では英語教育を受けた（ラドフォード提督初等学校）。そのため、彼らの子孫の話す日本語は、英単語やフレーズが英語の発音のまま使われる、挨拶に通常の日本語が使われず独自の形式があるなど、一種のクレオール言語になっている。なお、英単語の発音は18世紀にニューイングランドで話されていた訛りが受け継がれているが、米軍占領下においてはハワイ・クレオール英語をはじめとするアメリカ英語の諸方言が流入しており、当時英語教育を受けていた世代（ネイビー世代）においては語義や発音の面でも一般米語により近いものとなっている。一方、日常生活においては本土系島民がもたらした八丈語をベースとした言語変種が用いられていたため、彼らの言葉には現在でも八丈語の影響を見る事ができる。
一方本土系島民は、太平洋戦争末期から1968年（昭和43年）の本土復帰まで、欧米系島民に嫁いだ女性を除いて本土への疎開を強いられていた。その間、日本語共通語や疎開先の方言の影響を受けた可能性があるが、この期間内の方言資料はほとんどない。返還後は日本語教育の浸透や本土からの移民増加に伴い急激に共通語化が進み、現在の島民の言葉はネイビー世代以前の欧米系島民を除きほぼ共通語ないし首都圏方言となっている。ただし、動植物の名称などの固有名詞をはじめとして現在でも語彙レベルでは小笠原独自のものが残っている。

## 言語的な特徴
ダニエル・ロングによれば、現代の小笠原群島において欧米系島民が用いている小笠原方言を構成する言語的要素として、以下の4つの言語を定義している。
ボニンクレオロイド英語欧米系島民、特に太平洋諸島先住民族をルーツに持つ島民のうち二世以降が用いていたとされる、英語を土台としたクレオロイド（準クレオール言語）。歴史的に継続的に英語話者の移住や訪問が続いていたという環境により、常に英語を母語とする話者との接触があった事から、文法構造の再構築がなされたクレオール言語ではなく多少の文法的・発音的単純化のみが起こったクレオロイド言語となったものとされる。
ボニン標準英語ネイビー世代以降に見られる英語変種。米軍占領下の英語教育により、ボニンクレオロイド英語を基層言語、標準米語を上層言語として脱クレオロイド化が起こった結果形成された。
小笠原コイネー日本語戦前の日本系島民の間で話されていた日本語の諸方言がコイネー化して形成された日本語変種。前述の通り小笠原諸島の日本系島民では八丈島出身者が多かったため八丈方言の影響が特に大きいが、他の方言の影響で意味が転化したり小笠原において新たな変化が生じた語も見られる。また、欧米系島民の間におけるものは第二言語として修得した言語であり、特にネイビー世代の言葉においては本土復帰前後の調査で英語の単語や表現の借用や標準的な日本語にない語法などの特徴が見受けられている。
小笠原標準日本語日本語の標準語を土台とした日本語変種。基本的には首都圏方言の範疇に含まれるが、動植物の名称などの固有名詞や意味論的、語用論的な特徴のある言い回しなど、小笠原特有の表現も少なからず見受けられる。欧米系島民であっても基本的に本土復帰以降の世代は日本語のモノリンガルとして育っているため、通常はこの小笠原標準日本語のみが話される。
本土復帰以前の戦前世代やネイビー世代の間では、英語変種同士、および日本語変種同士でのダイグロシアが見られ、それぞれボニンクレオイド英語や小笠原コイネー日本語をL変種として、ボニン標準英語や小笠原標準日本語をH変種として併用されている。

### 小笠原混合言語
小笠原方言の特徴として、日本語と英語がそれぞれの文法構造と音韻構造を保ったまま頻繁に双方を織り交ぜる話法が挙げられる。ダニエル・ロングはこれを小笠原混合言語（Ogasawara Mixed Language, OLM）という混合言語であるとしている。小笠原混合言語の成立の課程について、ロングは元々戦前にコードスイッチングや語彙借用などの影響で既に英語の要素を多大に取り入れた日本語の母語話者が両親とも欧米系島民である島民の中に多くいた事を挙げ、小笠原コイネー日本語を母語として育ったネイビー世代の島民が学校での英語教育や同世代の日英混合言語話者との交流の中で日本語と英語の混合使用をするようになり、結果的に本土復帰までの間により均一化、形式化された小笠原混合言語へと発展させていったのではないかとの仮説を提唱している。

## 語彙・表現

### 明治時代から終戦まで
名詞には英語や大洋州諸語の影響もあるが、そのほかは八丈方言の影響が強かった。以下のその具体例を示すが、特記がない語彙は八丈方言由来である。また戦前からの本土系島民のアクセントは八丈方言と共通の無アクセントであるものの、欧米系島民の間には東京式アクセントを用いる者も存在した。
| 語彙                 | 分類         | 標準語           | 備考                                       |
| -------------------- | ------------ | ---------------- | ------------------------------------------ |
| あがりやれ           | 感動詞       | いらっしゃい     | 八丈方言では「おじゃりやれ」               |
| よん                 | 助詞         | を               | 釘よんひん曲げた（釘を曲げた）             |
| -んなか              | 助動詞       | -ない            | 書きんなか（書かない）                     |
| 嬉しきことだらのう   | 形容詞連体形 | 嬉しいことだ     | 八丈方言では「嬉しけことだらのう」         |
| でいちけへびろ       | 形容詞連体形 | 新しい着物       | でいちけ（新しい）＋へびろ（着物）         |
| 出掛けたもんどうじゃ | 助動詞連体形 | 出掛けたものだよ | 八丈方言では「出掛けとうもんどうじゃ」     |
| めならべ             | 名詞         | 娘               |                                            |
| かんも               | 名詞         | サツマイモ       | 甘藷芋                                     |
| おとつい・おどつい   | 名詞         | 一昨日           | 西日本方言由来                             |
| スコール             | 名詞         | つむじ風         | 英語のsquallが由来                         |
| バンブル             | 名詞         | サトウキビ       | 英語のbambooが由来                         |
| もよくる             | 動詞         | 段取りをする     |                                            |
| あつい               | 形容詞       | からい           | 英語のhotが由来                            |
| いっち               | 副詞         | 一番、最も       |                                            |
| よっぴいて           | 副詞         | 徹夜で、一晩中   | 古語。関東方言か長野・山梨・静岡方言が由来 |

### 米軍統治時代から本土復帰直後
- 英語の慣用表現をそのまま日本語に直訳した表現が存在する。See you againに由来する「また見るよ（＝さようなら）」や、take medicineに由来する「薬を取る（＝薬を飲む）」など[25]。
- 一人称としてmeを用いる。本来の英語ではmeは目的格に用いるが、小笠原方言では目的格以外でもmeを用いる[25]。
- 英語由来の外来語のなかには、元の英語に近い発音を残すものがある。例えば、shirtのことを日本本土では「シャツ」と言うが、小笠原では「シェツ」と言う[25]。
- 「ミー（Me）らはハイスクール（high school）に行っているときにグアムゴットヒットバイアタイプーン（Guam got hit by a typhoon）だじゃ」（私が高校に行っている時に、グアムは台風に襲われたんだ）[25]

本土復帰直後の日本人教師と生徒との会話例を一部示す。
- 「ユーは何のティーチャーかい？」
- 「東京ベイは、グアムアイランドよりも大きいかい？」
- 「ミーのパパ、ラストサンディ、カヌーでフィッシング行ったど」

なお、語尾に「かい？」を用いるのは八丈方言の特徴である。
- 米軍統治時代には公的には英語のみが用いられ日本語話者と日本語が用いられる場面が急速に減少していたことが影響したためか、アクセント型は尾高一型アクセントに収束していた[28]。

### 現代
現代でも残る八丈方言や各方言由来の表現や語彙は以下の通りである。ただし、元来の表現と意味や活用、自動詞・他動詞の区別などの文法的特徴が変質したものも数多く見られる。なお、アクセントは標準語の影響によって東京式アクセントが用いられているものの、特に本土復帰以降の小笠原出身者の間では戦前世代以上にアクセントのピッチ幅が狭いという特徴も報告されている。
| 語彙       | 分類       | 標準語             | 備考 |
| ---------- | ---------- | ------------------ | --- |
| アカバ     | 名詞       | アカハタ           | |
| なむら     | 名詞       | 群れ、集団         | 八丈方言では魚群のみを表す。 |
| えずい     | 形容詞     | 気持ち悪い         | 違和感や着心地の悪さを表す。八丈方言由来だが北奥羽方言でも同様の単語がある。「身の毛がよだつほど恐ろしい」という意味の古語「えずい」が語源とされ土佐弁と博多弁などに伝わっている。 |
| たらがる   | 動詞       | 横になる           | 八丈方言では「（地面などに楽に）座る」の意味 |
| ひざまずく | 動詞       | 正座する           | |
| ぶっこちる | 動詞       | 落ちる             | 八丈方言では「ぶっこてる」 |
| ほげる     | 動詞       | 散らかる、散らかす | 八丈方言では「散らかす」という意味のみ有していたが、小笠原方言では特にネイビー世代において「散らかる」という意味に変容している。                                                   |
| ほがす     | 動詞       | 散らかす           | ダニエル・ロングによれば、上記「ほげる」の意味が変容した結果、本来の他動詞としての意味を表すために新たに小笠原で誕生した表現とされる。                                             |
| まぐれる   | 動詞       | 笑い転げる         | 八丈方言では「猛烈な痛みを感じる」の意味 |
| 寝らせる   | 動詞使役形 | 寝かせる           | |
| -がら      | 助詞       | -の分、-のために   | 八丈方言では取り分や利益の意味のみ有していたが、小笠原方言ではこれに加えて目的を表すのにも用いられる。                                                                             |
| -だじゃ    | 文末詞     | -だな              | |
| 炊く       | 動詞       | 煮る               | 西日本方言由来 |
| -れ・-しれ | 動詞命令形 | -ろ・-しろ         | 北奥羽方言か九州方言が由来 |

英語由来の言語もいくつか残っている。ただし、前述のニューイングランド英語の発音の影響をはじめとする要因により、通常の日本語における英語由来の外来語ではア段やイ段で転記されるところが小笠原方言においてはエ段で転記されているものが少なくない。
| 語彙                   | 分類   | 標準語                         | 英語             | 備考                                                             |
| ---------------------- | ------ | ------------------------------ | ---------------- | ---------------------------------------------------------------- |
| サンドタイガーシャーク | 名詞   | シロワニ                       | Sand tiger shark |                                                                  |
| タイガーシャーク       | 名詞   | イタチザメ                     | Tiger shark      |                                                                  |
| グリーンペペ           | 名詞   | ヤコウタケ                     | Green pepe       |                                                                  |
| ウェントル             | 名詞   | 12月ごろに見られるアオウミガメ | winter turtle    |                                                                  |
| ダンブレン             | 名詞   | ダンプリング                   | dumpling         |                                                                  |
| ガッダム               | 間投詞 | ちくしょう                     | God damn         | 他人には用いず、柱に足の指をぶつけた時などに自分に対して用いる。 |

また、英語だけでなく、ハワイ語やミクロネシア諸語由来の単語も動植物の名前などに残っている。
| 語彙         | 分類 | 標準語             | 原語        | 備考                                                      |
| ------------ | ---- | ------------------ | ----------- | --------------------------------------------------------- |
| ビーデビーデ | 名詞 | ムニンデイゴ       | wili-wili   | wがvに転訛                                                |
| ヌクモメ     | 名詞 | シマアジ           | nuku mone'u | ハワイ語ではカスミアジを意味する                          |
| ウーフー     | 名詞 | ブダイ             | uhu         | ハワイ語ではアオブダイを意味する                          |
| ピーマカ     | 名詞 | 酢を用いた郷土料理 | pinika      | ハワイ語で酢を意味するが、語源は英語の「Vinegar」である。 |
| モエモエ     | 名詞 | 性交               | moe         | ハワイ語では睡眠を意味する                                |
| プクヌイ     | 地名 | 大きい穴           | puka nui    |                                                           |
| フンパ       | 名詞 | オカヤドカリ       | umpwa       | ポンペイ語由来                                            |

## 研究文献
1. ダニエル・ロング『小笠原学ことはじめ』南方新社〈小笠原シリーズ1〉、09-30。ISBN 4-93137-676-2。
2. ダニエル・ロング、橋本直幸『小笠原学ことばしゃべる辞典』南方新社〈小笠原シリーズ3〉、05-01。ISBN 4-86124-044-1。
3. 阿部新『小笠原諸島における日本語の方言接触―方言形成と方言意識』南方新社〈小笠原シリーズ4〉、12-01。ISBN 4-86124-097-2。
4. ダニエル・ロング『小笠原諸島の混合言語の歴史と構造―日本元来の多文化共生社会で起きた言語接触』ひつじ書房、02-16。ISBN 978-4-89476-904-5。